# Lebbeus clarehanna
Lebbeus clarehanna – gatunek krewetek z rodziny Hippolytidae i rodzaju Lebbeus występujący w wodach na południowy zachód od Australii. Były gracz NBA Luc Longley na aukcji w eBay wygrał prawa do nazwy tej krewetki. Nazwał na cześć córki Clare Hanny Longley, jako prezent urodzinowy.